# 皮金魯斯特 (北卡羅萊納州)
皮金魯斯特（英語：Pigeonroost）是位於美國北卡羅萊納州米切爾縣的非建制地區。

## 地理
皮金魯斯特所處的海拔為高於海平面681米（即2234英呎），而該地所採用的時區為UTC-5，即北美东部时区（EST）。同時該地設有夏令時間，為UTC-5調快一小時，即UTC-4（EDT）。